# آنتوان دیو
آنتوان دیو (انگلیسی: Antoine Diot؛ زادهٔ ۱۷ ژانویهٔ ۱۹۸۹) بازیکن بسکتبال اهل فرانسه است.

## حرفه
وی در مسابقات کشوری و بین‌المللی در مجموع برندهٔ ۳ مدال طلا، ۲ مدال نقره، ۲ مدال برنز شده‌است.